# 紅美因河
50°5′12.8″N 11°23′55.7″E / 50.086889°N 11.398806°E

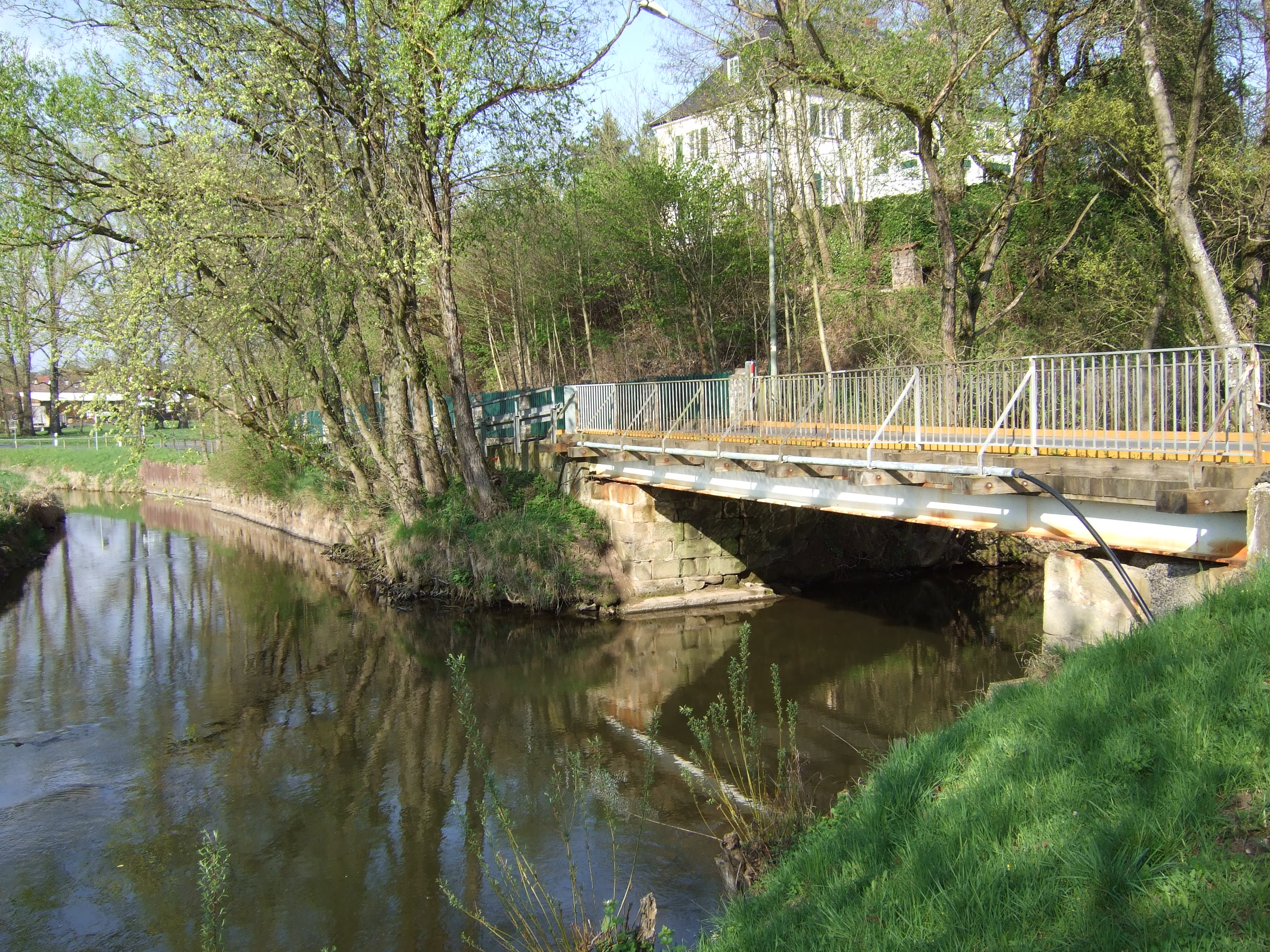
紅美因河

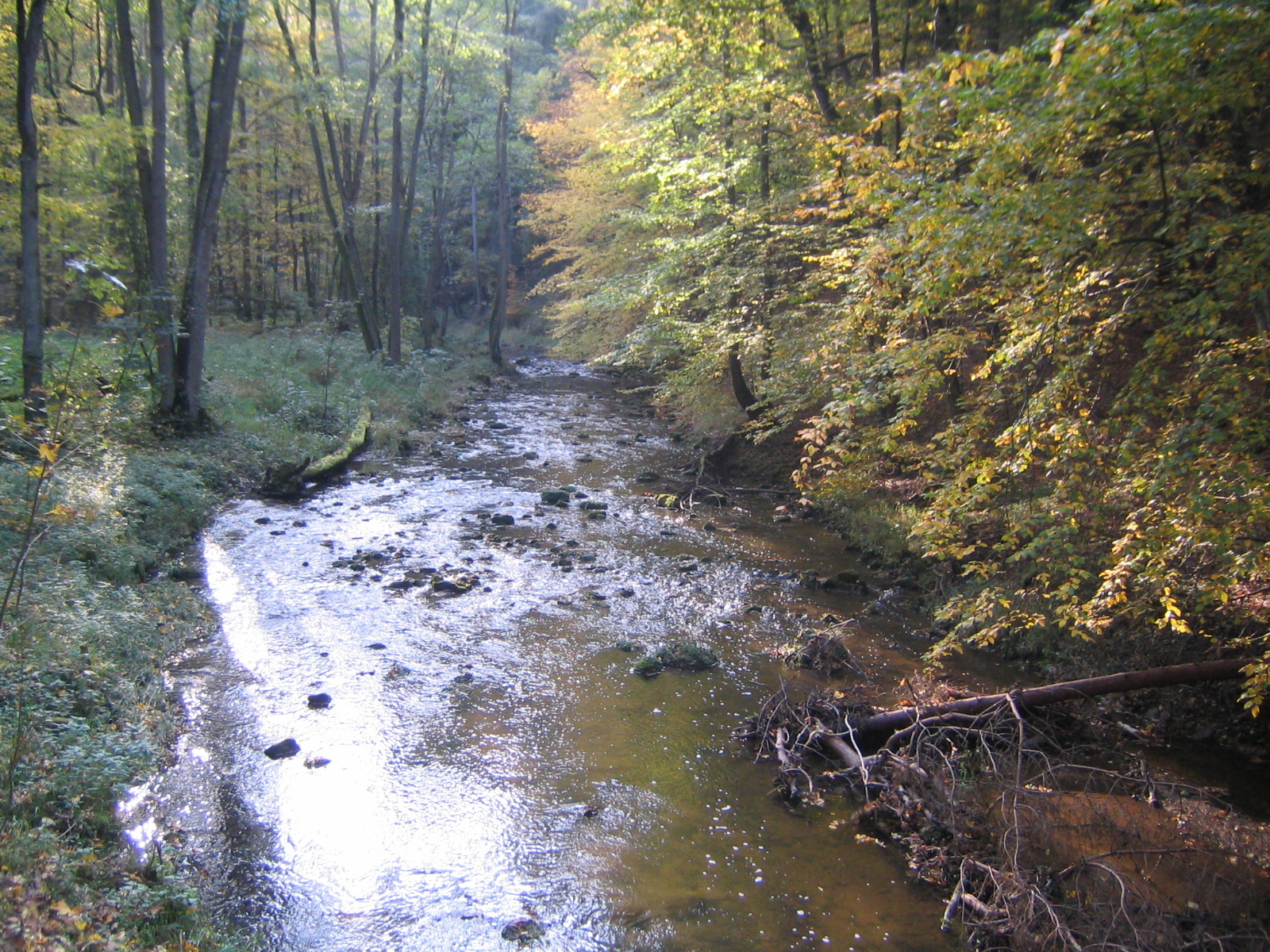
紅美因河

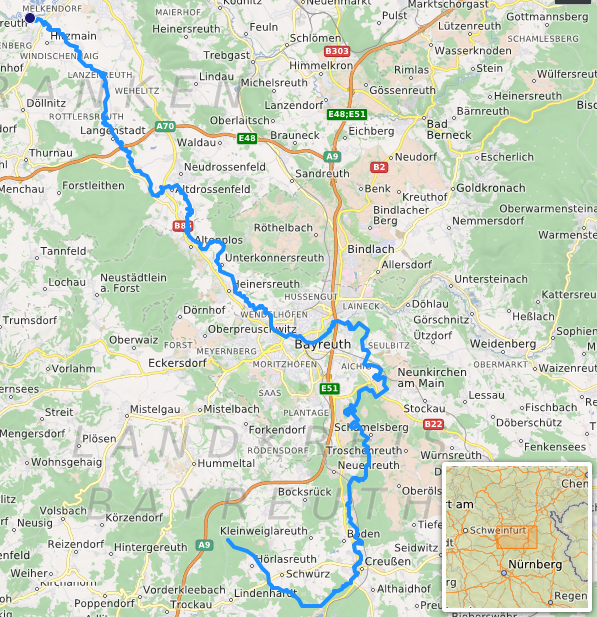
流域圖（藍線）

紅美因河（德語：Roter Main），是德國的河流，位於該國東南部，由巴伐利亞負責管轄，在庫爾姆巴赫以南與白美因河匯流成為美因河，河道全長71.8公里，流域面積519平方公里。